# Josh McConville
Josh McConville es un actor australiano conocido por sus participaciones en teatro.

## Biografía
Se graduó de la prestigiosa escuela de teatro australiana National Institute of Dramatic Art, "NIDA".

## Carrera
En el 2009 interpretó a Michael Hurley, un aspirante a vendedor de drogas quien intenta sin éxito matar al apostador ilegal y operador de casinos George Freeman (Peter O'Brien) durante el séptimo episodio de la serie Underbelly: A Tale of Two Cities.
En el 2013 apareció en la película The Turning durante el segmento "Commission" donde interpretó a Vic.
En 2016 apareció como invitado en la serie Cleverman donde dio vida a Dickson.

## Filmografía

### Series de televisión
| Año  | Título                           | Personaje      | Notas                           |
| ---- | -------------------------------- | -------------- | ------------------------------- |
| 2016 | Cleverman                        | Dickson        | 3 episodios                     |
| 2012 | Redfern Now                      | Fotógrafo      | episodio "Raymond"              |
| 2011 | Wild Boys                        | Ben Barratt    | episodio # 1.9                  |
| 2009 | Underbelly: A Tale of Two Cities | Michael Hurley | episodio "A Nice Little Earner" |

### Películas
| Año  | Título                      | Personaje           | Notas |
| ---- | --------------------------- | ------------------- | --- |
| 2016 | Joe Cinque's Consolation    | Chris               | junto a Maggie Naouri, Jerome Meyer, Gia Carides, Jacob Collins-Levy, Laura Gordon y Eva Lazzaro                  |
| 2016 | Down Under                  | Gav                 | junto a Lincoln Younes, Alex England, Damon Herriman, Justin Rosniak, Harriet Dyer, David Field y Marshall Napier |
| 2016 | Oranges Don't Grow on Trees | Shmith              | corto - junto a Sarah Snook, Alex Russell, Sophie Don y James Elliott                                             |
| 2015 | Kid                         | Brick               | corto - junto a Matt Levett, Evan Takaya Oguro, Wade Briggs y Amanda McGregor                                     |
| 2014 | You Cut, I Choose           | Jack (27 y 37 años) | corto - junto a Jane Allsop, Kate Box, Taylor Ferguson, Coco Jack Gillies y Xenia Goodwin                         |
| 2014 | The Killing Field           | Jackson Ciesolka    | junto a Rebecca Gibney, Peter O'Brien, Liam McIntyre, Warwick Young, Eamon Farren y Damien Garvey                 |
| 2014 | Blood Pulls a Gun           | Lieberman           | corto - junto a Odessa Young, Tess Haubrich y Ben Ingram                                                          |
| 2014 | The Infinite Man            | Dean                | junto a Hannah Marshall y Alex Dimitriades                                                                        |
| 2013 | The Turning                 | Vic                 | junto a Hugo Weaving                                                                                              |
| 2012 | Sam's Gold                  | -                   | corto - junto a Tristan Maxwell                                                                                   |
| 2011 | The Best Man                | Duncan              | corto - junto a Sarah Snook y Alex Russell                                                                        |
| 2010 | Herman and Marjorie         | Herman              | corto - junto a Sian Ewers, Betty Lucas, Amanda McGregor y Timothy Monley                                         |
| 2009 | Lonely                      | Lonely              | corto - junto a Danny Adcock, Catherine Davies, Katherine Hicks, Ewen Leslie, Susie Porter y Andrew Ryan          |
| 2009 | Thanks for Coming           | Mitchell            | corto - junto a Julia Billington, Beejan Land, Julia Ohannessian, Emma Palmer y Laura Pike                        |

### Teatro[1]
| Año  | Obra                            | Personaje             | Director (a)     | Teatro           | Notas                                                                |
| ---- | ------------------------------- | --------------------- | ---------------- | ---------------- | -------------------------------------------------------------------- |
| 2017 | Cloud Nine                      | -                     | Kip Williams     | Sydney Theatre   | junto a Kate Box y Harry Greenwood                                   |
| 2016 | All My Sons                     | George Deever         | Kip Williams     | Sydney Theatre   | junto a John Howard, Robyn Nevin, Eryn Norvill y John Leary          |
| 2016 | Midsummer Night's Dream         | -                     | Kip Williams     | Drama Theatre    | junto a Robert Collins, Honey Debelle y Brandon McClelland           |
| 2016 | Hay Fever                       | Sandy Tyrell          | Imara Savage     | Drama Theatre    | junto a Alan Dukes, Harriet Dyer y Genevieve Lemon                   |
| 2016 | Arcadia                         | -                     | Richard Cottrell | Drama Theatre    | junto a Ryan Corr, Georgia Flood y Andrea Demetriades                |
| 2015 | Hamlet                          | Hamlet                | Damien Ryan      | Canberra Theatre | junto a Philip Dodd, Ivan Donato, Matilda Ridgway y Doris Younane    |
| 2015 | After Dinner                    | Stephen               | Imara Savage     | -                | junto a Glenn Hazeldine, Anita Hegh y Rebecca Massey                 |
| 2014 | The Sublime                     | -                     | Sam Strong       | -                | junto a Anna Samson y Ben O’Toole                                    |
| 2014 | Cyrano de Bergerac              | Comte De Guiche       | Andrew Upton     | Sydney Theatre   | junto a Alan Dukes, Eryn Norvill, Richard Roxburgh y Bruce Spence    |
| 2014 | Mojo                            | -                     | Ian Sinclair     | -                | junto a Jeremy Davidson, Eamon Farren, Sam Haft y Colin Moody        |
| 2014 | Noises Off                      | Garry Lejeune         | Jonathan Biggins | -                | junto a Lindsay Farris, Ron Haddrick y Genevieve Lemon               |
| 2013 | Romeo and Juliet                | Tybalt                | Kip Williams     | -                | junto a Akos Armont, Alex England, Eryn Norvill y Anna Lise Phillips |
| 2013 | Death of A Salesman             | Biff                  | Adam Mitchell    | Black S. Theatre | junto a Austin Castiglione, Eden Falk, Ben O'Toole y John Stanton    |
| 2012 | Gross Und Klein                 | Guitarrista           | Benedict Andrews | Sydney Theatre   | junto a Cate Blanchett, Robert Menzies y Christopher Stollery        |
| 2012 | The Boys                        | -                     | Sam Strong       | Griffin Theatre  | junto a Cheree Cassidy, Johnny Carr y Eryn Norvill                   |
| 2011 | Loot                            | Denis                 | Richard Cottrell | Sydney Theatre   | junto a Caroline Craig, Darren Gilshenan, Lee Jones y William Zappa  |
| 2011 | In The Next Room                | Leo Irving            | Pamela Rabe      | Sydney Theatre   | junto a Mandy McElhinney, Jacqueline McKenzie y Marshall Napier      |
| 2009 | Strange Attractor               | Rube                  | Nick Marchande   | Griffin Theatre  | junto a Blazey Best, Darren Gilshenan y Sandy Winton                 |
| 2009 | The Call                        | Gary                  | Lee Lewis        | Griffin Theatre  | junto a Sarah Becker, Christopher Ryan y Hazem Shammas               |
| 2009 | Dealing With Claire             | Ashley/Vittorio/Toby  | Cristabel Sved   | Griffin Theatre  | junto a Laura Brent, Ed Wightman, Boris Brkic y Kelly Paterniti      |
| 2008 | Gallipolli                      | Joe Murray/Trapecista | Nigel Jamieson   | Sydney Theatre   | junto a Marta Dusseldorp, Ewen Leslie y Hayley McElhinney            |
| -    | King Lear                       | Pobre Tom             | Marion Potts     | -                | -                                                                    |
| -    | Days Of Significance            | Lenny                 | Kate Gaul        | NIDA Theatre     | -                                                                    |
| -    | Angels in America               | Prior                 | Mark Grentall    | NIDA Theatre     | -                                                                    |
| -    | The Servant Of Two Masters      | Truffaldino           | Darren Gilshenan | NIDA Theatre     | -                                                                    |
| -    | Wet And Dry                     | Alex                  | Georgina Sutton  | NIDA Theatre     | -                                                                    |
| -    | Private Life Of The Master Race | Juez                  | Helmut Bakaitis  | NIDA Theatre     | -                                                                    |
| -    | Macbeth                         | Macduff/Rey Duncan    | Richard Cottrell | NIDA Theatre     | -                                                                    |
| -    | Three Sisters                   | Chebutykin            | Kevin Jackson    | NIDA Theatre     | -                                                                    |
| -    | Our Country’s Good              | Sideway               | Terrance Clark   | NIDA Theatre     | -                                                                    |
| -    | Footprints                      | Embaucador            | Julia Cotton     | NIDA Theatre     | -                                                                    |
| -    | Private Lives                   | Elyot                 | Tony Knight      | NIDA Theatre     | -                                                                    |

## Premios y nominaciones
| Año  | Categoría             | Premio               | Obra       | Resultado |
| ---- | --------------------- | -------------------- | ---------- | --------- |
| 2014 | Best Supporting Actor | Sydney Theatre Award | Noises Off | Nominado  |